# ألفارو مارتينيز (لاعب كرة قدم)
ألفارو مارتينيز (بالإسبانية: Álvaro Martínez Beltrán)‏ هو مدرب كرة قدم ولاعب كرة قدم إسباني، ولد في 30 مارس 1974 في فيتوريا-غاستيز في إسبانيا. لعب مع أتلتيك بيلباو ب وأوريرا فيتوريا وكولتورال ليونيسا ونادي بورغوس ونادي كونكينسي.

## وصلات خارجية
- ألفارو مارتينيز على موقع قاعدة بيانات كرة القدم.إي يو (الإنجليزية)